# Aktor dziecięcy

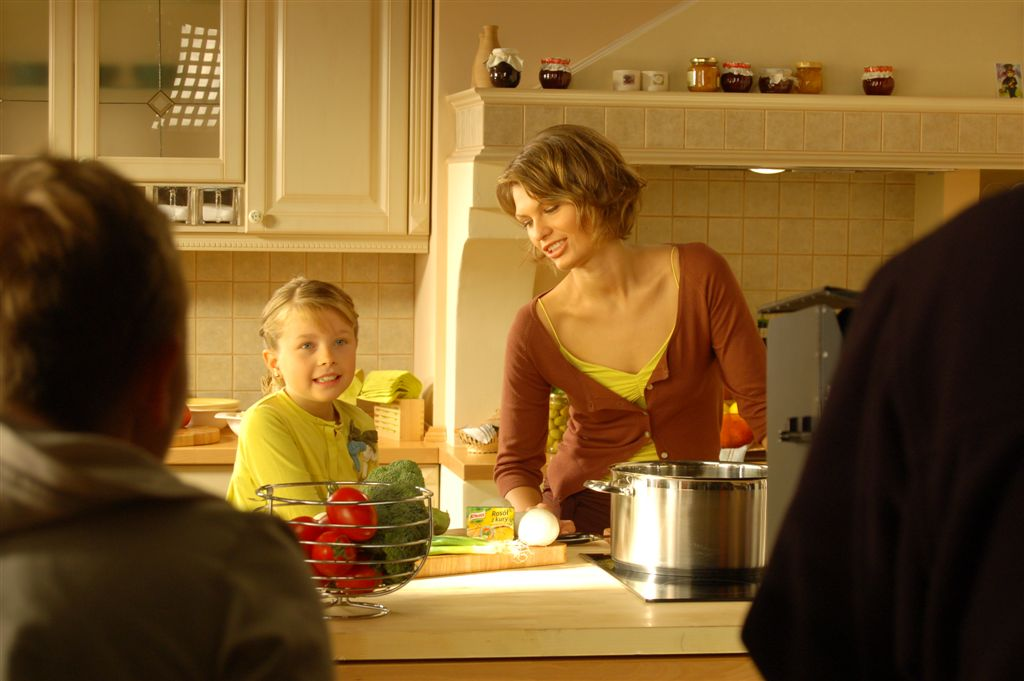
Suzanna von Nathusius, polska aktorka dziecięca w trakcie kręcenia reklamy

Aktor dziecięcy (ang. child actor) – aktor, który nie ma ukończonych osiemnastu lat. Określenie obejmuje również osoby już dorosłe, które występowały jako dzieci (inaczej „były aktor dziecięcy”).
Popularne, szczególnie w USA, jest zatrudnianie do ról najmłodszych dzieci bliźniąt jednojajowych, które na zmianę grają jedną rolę.

## Zasady prawne
Zasady zatrudniania dzieci są ściśle regulowane; w Polsce, między innymi przez Kodeks Pracy.